# Adriano Doy
César Adriano Doy Herrera (Tacna, Perú, 4 de mayo de 2005) es un futbolista peruano. Juega como centrocampista y su equipo actual es Foot Ball Club Melgar de la Liga 1 de Perú. Es hijo del exfutbolista César Doy Tello.

## Trayectoria
Nacido en Tacna, proviene de una familia de futbolistas. Su padre es César Doy, su tío Danfer Doy y su abuelo César Augusto Doy; todos ellos exfutbolistas. Tendría un paso por las menores de la Academia Cantolao.

### FBC Melgar
Desde 2018 que pertenece a Melgar (mismo equipo donde su padre jugaría en dos años: 2005 y 2012), participando en sus categorías menores. En 2022 tuvo la oportunidad de integrar por primera vez al equipo de reservas, pudiendo anotar dos goles y llegando hasta las semifinales del torneo. En 2023, volverían a llegar a las semifinales, anotando esta vez tres goles. Ese mismo año, día 5 de agosto, firmó su primer contrato profesional, junto a cuatro compañeros de la reserva.
En 2024, sería presentado como parte del primer equipo, aunque no fue convocado en ningún partido. Ese año tendría más acción con el equipo de reserva, con quienes jugaría en veinte partidos y anotaría un gol, logrando salir subcampeones y asegurando un cupo en la nueva Liga 3. Para 2025, viajaría con el equipo para hacer pretemporada en Colombia, en donde sería titular en dos de los cuatro amistosos realizados. Posteriormente, aparecería por primera vez en lista en un partido oficial del primer equipo, siendo en uno por Copa Sudamericana, quedándose en el banquillo. Sería inscrito con el segundo equipo para disputar la Liga 3. Haría su debut en la primera fecha, siendo titular en la derrota ante Juventud Alfa por 2-1 en Calca.

## Selección nacional
En junio de 2023, sería convocado a la selección sub-20 de Perú en dos oportunidades, para el cuarto y quinto microciclo de aquel año.

## Estadísticas
| Club                       | Div.          | Temporada     | Liga  | Liga  | Liga   | Copas nacionales(1) | Copas nacionales(1) | Copas nacionales(1) | Copas internacionales(2) | Copas internacionales(2) | Copas internacionales(2) | Total | Total | Total  |
| Club                       | Div.          | Temporada     | Part. | Goles | Asist. | Part.               | Goles               | Asist.              | Part.                    | Goles                    | Asist.                   | Part. | Goles | Asist. |
| -------------------------- | ------------- | ------------- | ----- | ----- | ------ | ------------------- | ------------------- | ------------------- | ------------------------ | ------------------------ | ------------------------ | ----- | ----- | ------ |
| F. B. C. Melgar "B" · Perú | 3.ª           | 2025          | 5     | 0     | 0      | —                   | —                   | —                   | —                        | —                        | —                        | 5     | 0     | 0      |
| F. B. C. Melgar "B" · Perú | Total club    | Total club    | 5     | 0     | 0      | 0                   | 0                   | 0                   | 0                        | 0                        | 0                        | 5     | 0     | 0      |
| Total carrera              | Total carrera | Total carrera | 5     | 0     | 0      | 0                   | 0                   | 0                   | 0                        | 0                        | 0                        | 5     | 0     | 0      |
| (1) (2)                    |               |               |       |       |        |                     |                     |                     |                          |                          |                          |       |       |        |